# Лазаренко, Олег Анатольевич
Лазаренко, Олег Анатольевич (24 ноября 1961, Харьков) — современный украинский художник, живописец, заслуженный художник Украины (2015), основоположник художественно-технического приема написания картин — «мозаичная цветопись»
Работы художника хранятся в престижных художественных коллекциях Украины и зарубежья

## Биография
1961 года 24 ноября в городе Харькове родился Олег Лазаренко в семье Анатолия Дмитриевича Лазаренко и Галины Андреевны Лазаренко (Бесова). Отец работал на Харьковском электро-механическом заводе. Мать работала конструктором и технологом на Харьковском авиационном заводе. Дед по отцовской линии — Дмитрий Васильевич Лазаренко (кавалер Георгиевского креста) прошёл финскую и Великую Отечественную войны, битву на Малой земле, закончил войну под Прагой. Дед Андрей Николаевич по материнской линии, освобождал Харьков и закончил войну в Западной Европе.
С 1975—1977 Олег Лазаренко учился в Детской художественной школе им. И.Репина Первые учителя М. Г. Безнощенко-Лучковская, И. Е. Кабыш Л. А. Малик. По окончании окончил двухгодичные курсы-лекции по истории мировой живописи и курсы по живописи (преподаватель А. М. Константинопольский) и рисунку (В.Шаламов) в ДК ХЭМЗ.
В 1978 году поступил в Харьковский художественный институт ныне Харьковская государственная академия дизайна и искусств. Преподаватели: цветоведение Шапошников М. А., живопись- Шевченко Н. К., В.Чаус, рисунок С. Н. Солодовник, Хованов, Константинопольский А. М., основы композиции Дьяченко Ю. Г., дизайн Письменный Г. С., Бойчук А. В, Даниленко В. Я. Ельков Н.и Рогулин В. Я.руководителем дипломного проекта был А.Шеховцов.
В 1982 году стажировка в Германии г. Галле, в высшей школе Дизайна и искусств.
Работал в Харькове во Всесоюзном научно-исследовательском институте технической эстетики художником-конструктором.
Художником запечатлены многие видные личности и общественные деятели Украины: (портрет Т.Г. Шевченко, С. Сапеляк, Казимир Малевич, Лесь Курбас, Максимилиан Волошин, Григорий Сковорода, Богдан Хмельницкий, С.И.Васильковский и др.)
Он — один из основателей и активных участников Союза дизайнеров Украины, создатель экспозиций и выставок современного искусства за рубежом, соавтор масштабных художественных проектов «Цивилизация любви», «Апостольское запричастие», получивший высокое благословение от патриархов Украинской Православной Церкви.
С 1989 года член Харьковской организации Союза дизайнеров Украины.
Участник творческой группы «Слобожанское буриме».
Лауреат творческой премии в области дизайна им. В. Д. Ермилова Харьковского горисполкома 2001 года.
В 1998 г. эксклюзивная художественная техника «мозаичной полихромографии» в художественных работах Олега Лазаренко занесена в книгу рекордов Харькова

## Выставки
Одна из первых выставок совместных картин творческого объединения «Буриме» состоялась в 1991 г.в Доме художников в г. Харькове
В 2001 году выставка в Центральном Доме художника г. Москва (Россия)"Искусство синтеза".
В 2001 году выставка в Музее Современного русского искусства США Нью-Джерси..
В 2001 году выставка в галерее АВЭКг. Харьков..
В 2002 году выставка совместных картин творческого объединения «Буриме» в Харькове,
В 2004 году выставка в галерее «Маэстро» ХАТОБ Харьков..
В 2006 у выставка, «круглый стол» и презентация каталога, посвященная юбилею 15-лет творческого объединения «Буриме»/
В 2007 году выставка в салоне -галерее «Наталиевский рай».
В 2008 году выставка Буримэ в Харькове в Экспохолл.
В 2011 году выставка в Киеве по пленэрам в Крыму.
В 2011 году выставка в Луганском художественном музее..
В 2012 году выставка в Полтавском краеведческом музее..
В 2013 году выставка в Музее-галерее Amber Fort Джайпур (Индия).
В 2013 году выставка в Полтавском краеведческом музее.

## Избранные работы
- серия работ « Цветы»(50 картин) 1992г-1993 (холст масло)
- триптих «Святые горы» 1998г (холст масло)
- художественно-дизайнерский проект «Цивилизация любови» 200г-2010г 11 художественных работ (холст масло)
- серия работ «Апостольске запричастие» 2008г-2013г авторская техника в работах О.Лазаренко и статья о выставке в Луганском областном художественном музее
- серия работ «Диалоги в искусстве» 2000г-2010г[23] статья об авторской технике О.Лазаренко «мозаичная цветопись»
- серия пейзажей по христианским местам мира (Сирия, Турция, Россия, Израиль, Украина) 2007г-2013г

статья «Перший міжнародний мистецький пленер»
- серия работ «Портреты современников» 1999г-2013г
- серия работ «Портреты Индии» (пленэры Индии) 2013г